# Shin kyūseishu densetsu Hokuto no ken
Shin kyūseishu densetsu Hokuto no ken (jap. 真救世主伝説 北斗の拳) – japońska seria filmów animowanych wyprodukowana przez TMS Entertainment i North Stars Pictures na podstawie mangi Pięść Gwiazd Północy autorstwa Buronsona i Tetsuo Hary. Filmy są reinterpretacjami wydarzeń przedstawionych w mandze, zawierającymi dodatkowe szczegóły, nowe postacie i drobne zmiany w niektórych wydarzeniach. Seria obejmuje trzy filmy kinowe i dwa odcinki OVA, z których każdy skupia się na innej postaci z mangi. Zostały one wydane w Japonii w latach 2006–2008. W Polsce pierwsze cztery części ukazały się nakładem Anime Virtual.

## Filmy

### Legend of Raoh – Death for Love
Legend of Raoh – Death for Love (jap. ラオウ伝 殉愛の章 Raō-den: Jun’ai no shō) to pełnometrażowy film, który miał premierę 11 marca 2006. Wersja DVD zawiera ponad 500 dodatkowych klatek animacji, a także nagrane na nowo dialogi w wykonaniu Takashiego Ukajiego (głosu Raoha), co skutkuje kilkoma różnicami w porównaniu z wersją kinową. W Polsce film został wydany na DVD 13 września 2009 przez Anime Virtual.
Film adaptuje wątek fabularny „Świętego Cesarza”, przedstawiający konflikt między Kenshiro a Thouzerem, ale wprowadza nową bohaterkę o imieniu Reina, jedną z oficerów armii Raoha, która zakochuje się w nim. Ona i jej brat Soga, doradca Raoha, odgrywają ważną rolę, a znaczna część fabuły koncentruje się na relacji Raoha z Reiną podczas jego podbojów; większość tego wątku to nowy materiał stworzony specjalnie na potrzeby filmu. Druga strona opowieści to przedstawienie próby ochrony mieszkańców wioski przez Kenshiro, wspieranego przez Shu, przed nadciągającą armią Thouzera. W filmie pojawia się również pomniejszy wątek poboczny dotyczący powrotu Bata do swojego domu.

### The Legend of Yuria
The Legend of Yuria (jap. ユリア伝,  Yuria-den) to godzinna OVA wydana 23 lutego 2007. Produkcja zawiera częściowo oryginalną fabułę, ponieważ opowiada historię z perspektywy Yurii, obejmując jej dzieciństwo, w tym dzień, w którym po raz pierwszy spotkała Kenshiro, aż do zakończenia poprzedniego filmu, a także pewne sceny z mangi i serialu anime, w których Yuria nie była obecna. Jest to najbardziej rozbudowana historia z serii, ukazująca wcześniej nieznane wydarzenia z dzieciństwa Yurii, w tym jej matkę, ojca oraz brata Ryugę jako dziecko. Dodano również szczegóły, których nie było w mandze, takie jak czas i miejsce rozwinięcia się choroby Yurii, jej spotkanie z Reiem (co jest jego jedynym wystąpieniem w tej serii) oraz zostanie generałem Nanto. Jednym z bardziej znaczących dodatków jest pies Yurii, Tobi, który odgrywa ważną rolę w jej relacji z Kenshiro. OVA kończy się bitwą między Kenshiro a Thouzerem i zapowiada fabułę następnego filmu. W Polsce produkcja została wydana na DVD 31 października 2009.

### Legend of Raoh – Fierce Fight
Legend of Raoh – Fierce Fight (jap. ラオウ伝 激闘の章 Raō-den gekitō no shō) to drugi pełnometrażowy film z serii, który miał premierę w japońskich kinach 28 kwietnia 2007. Nobuaki Kakuda użyczył głosu postaci Akashachiego. Aby wypromować premierę filmu, zorganizowano symboliczny pogrzeb Raoha w świątyni Koyasan Tokyo Betsuin, który trwał dziesięć dni, począwszy od 10 kwietnia 2007. Shinji Tanimura pełnił funkcję mistrza ceremonii pogrzebowej, a Takashi Ukaji wygłosił mowę pożegnalną. W wydarzeniu wzięło udział niemal 3 000 fanów. W Polsce film został wydany na DVD 20 stycznia 2010.
Film adaptuje wątek „Ostatniego Generała Nanto” z mangi, przedstawiając ostateczną walkę między Kenshiro a Raohem, która doprowadziła do tego, że Kenshiro został następcą Hokuto Shinken. Niektóre wydarzenia z mangi zostały pominięte w filmie (na przykład walka Raoha z Juzą), podczas gdy inne zostały zmienione lub rozwinięte. Dodano również nowy materiał przedstawiający finałową bitwę z perspektywy Raoha. Film stanowi kontynuację pierwszej części serii, która wprowadzała relację między Raohem a Reiną, tym razem doprowadzając ją do zakończenia.

### Legend of Toki
Legend of Toki (jap. トキ伝,  Toki-den) to godzinna OVA, która została wydana 26 marca 2008. Skupia się na postaci Tokiego i jego relacji z bratem Raoha, prowadząc do uwięzienia Tokiego w Cassandrze oraz ostatecznie do jego pojedynku z Raohem. OVA wprowadza również nową postać o imieniu Sara, lekarkę, która opiekuje się Tokim i staje się jego ukochaną. W Polsce produkcja ukazała się na DVD 28 marca 2010.

### Zero: Kenshirō-den
Zero: Kenshirō-den (jap. ZERO ケンシロウ伝), piąta i ostatnia część serii, to pełnometrażowy film, który miał swoją premierę kinową 11 października 2008. Podobnie jak w przypadku symbolicznego pogrzebu promującego drugi film o Raohu, zorganizowano ceremonię ślubną w Nippon Seinenkan Grand Hall 13 września 2008 (współgrającą z 25. rocznicą debiutu Pięści Gwiazd Północy w magazynie Shūkan Shōnen Jump), aby wypromować film. Keiichi Nanba i Miina Tominaga (którzy użyczyli głosu dorosłym wersjom Bata i Rin w serialu anime Hokuto no ken 2 z 1987 roku) zagrali role drugoplanowe w tym filmie, obok Takeshiego Aono (oryginalnego głosu Rihaku).
Film jest prequelem do oryginalnej mangi, ukazującym roczny okres między porażką Kenshiro w starciu z Shinem a ich późniejszą walką. W przeciwieństwie do poprzednich filmów, ten posiada całkowicie oryginalną fabułę. Przedstawia Kenshiro, który, będąc na skraju śmierci po walce z Shinem i zużywszy resztki sił na zabicie watahy wilków, zostaje schwytany przez handlarzy niewolników. Po odzyskaniu sił Kenshiro mógłby uciec w każdej chwili, ale postanawia zostać, aby chronić innych niewolników. To doświadczenie pogłębia jego determinację, by walczyć o niewinnych i wymierzać sprawiedliwość złoczyńcom w postapokaliptycznym świecie jako Zbawca Końca Stulecia.

## Obsada
| Postać    | Seiyū                |
| --------- | -------------------- |
| Kenshiro  | Hiroshi Abe          |
| Raoh      | Takashi Ukaji        |
| Yuria     | Yuriko Ishida        |
| Toki      | Ken’yū Horiuchi      |
| Ryuken    | Chikao Ōtsuka        |
| Bat       | Daisuke Namikawa     |
| Rin       | Maaya Sakamoto       |
| Thouzer   | Akio Ōtsuka          |
| Shin      | Takuya Kirimoto      |
| Fudoh     | Daisuke Gōri         |
| Shuren    | Nobuyuki Hiyama      |
| Rihaku    | Katsuhisa Hōki       |
| Shu       | Hōchū Ōtsuka         |
| Rei       | Shin’ichirō Miki     |
| Jagi      | David Ito            |
| Hyui      | Hiroshi Tsuchida     |
| To        | Yūko Kaida           |
| Ryuga     | Daisuke Sakaguchi    |
| Barga     | Masaki Terasoma      |
| Akashachi | Nobuaki Kakuda       |
| Reina     | Kō Shibasaki         |
| Soga      | Unshō Ishizuka       |
| Meio      | Masuo Amada          |
| Dharma    | Yūsaku Yara          |
| Toby      | Yoshimitsu Shimoyama |
| Sara      | Aya Hirano           |
| Jugai     | Rikiya Koyama        |
| Fugen     | Takeshi Aono         |